# Rosa longicuspis
Die Rosa longicuspis ist eine Pflanzenart aus der Gattung der Rosen (Rosa) innerhalb der Familie der Rosengewächse (Rosaceae). Sie ist in Assam sowie im südwestlichen China verbreitet. Sie wird als Zierpflanze verwendet.

## Beschreibung

### Erscheinungsbild und Blatt
Rosa longicuspis wächst als meist immergrüner, kletternder oder klimmender Strauch, der Wuchshöhen von 1,5 bis zu 6 Metern und einen Strauchdurchmesser von etwa 3,5 Metern erreicht. Die Rinde der Zweige ist purpur-braun. Die spärlich oder vereinzelt vorkommenden Stacheln sind 5 Millimeter lang, gekrümmt, kräftig, flach und verjüngen sich allmählich zu einer breiten Basis.
Die wechselständig angeordneten Laubblätter sind in Blattstiel und Blattspreite gegliedert und insgesamt 7 bis 14 Zentimeter lang. Der Blattstiel und die Blattrhachis sind kahl und besitzen wenige hakige Stacheln. Die zwei Nebenblätter sind meist mit dem Blattstiel verwachsen. Der freie Bereich der Nebenblätter ist lanzettlich und oft drüsig-flaumig behaart. Die Blattspreite ist unpaarig gefiedert mit fünf bis neun Fiederblättchen. Die ledrigen Fiederblättchen sind bei einer Länge von 3 bis 7, selten bis zu 11 Zentimetern 1 bis 3,5, selten bis zu 5 Zentimetern eiförmig bis elliptisch oder eiförmig-länglich mit fast gerundeter oder breit-keilförmiger Basis, mehr oder weniger lang zugespitztem oberen Ende und spitz gesägten Rand. Die Fiederblättchen sind auf beiden Seiten kahl; die Oberseite ist glänzend und kann runzelig sein. Auf der Unterseite der Fiederblättchen ist ein erhabener Mittelnerv deutlich erkennbar.

### Blütenstand, Blüte und Frucht
Zur Blütezeit reicht von Mai bis Juli. Am „mehrjährigen Holz“ werden die bei einem Durchmesser von 3 bis 4, selten bis zu 5 Zentimetern schirmrispigen Blütenstände gebildet, die jeweils viele (bis zu 15) Blüten enthalten. Die Tragblätter sind eiförmig-länglich und am Rand drüsig-flaumig behaart. Der 1,5 bis 3,5 Zentimeter lange Blütenstiel ist spärlich flaumig und dicht drüsig-flaumig behaart. Die Blütenknospen sind schmal-eiförmig.
Die zwittrigen, leicht süßlich-fruchtig duftenden Blüten sind bei einem Durchmesser von etwa 5 Zentimetern radiärsymmetrisch und fünfzählig mit doppelter Blütenhülle. Der Blütenbecher (Hypanthium) ist eiförmig oder verkehrt-eiförmig und spärlich flaumig und dicht drüsig-flaumig behaart. Die fünf zurückgekrümmten, vor der Fruchtreife abfallenden Kelchblätter sind bei einer Länge von 0,8 bis 1,2 Zentimeter lanzettlich, auf beiden Seiten flaumig behaart, auf der Unterseite sind auch Drüsenhaare dazwischen, der Rand ist einfach oder wenig fiederlappig und das obere Ende ist lang zugespitzt. Die fünf freien weißen oder creme-weißen Kronblätter sind breit verkehrt-eiförmig mit breit-keilförmiger Basis und „ausgebissenen“ oberen Ende; ihre Unterseite ist seidig behaart. Die vielen Staubblätter sind etwas kürzer als die Griffel. Die vielen flaumig behaarten Griffel sind zu einer Säule verwachsen und überragen die Kronblätter.
Die bei Reife dunkel- oder orange-roten, kahlen Hagebutten sind bei einem Durchmesser von 1 bis 1,2 Zentimetern relativ klein und verkehrt-eiförmig. Die Früchte reifen in China von Juli bis November.

## Systematik und Verbreitung
Die Erstbeschreibung von Rosa longicuspis erfolgte 1861 durch Antonio Bertoloni in Memorie della Reale Accademia delle Scienze dell' Istituto di Bologna, Band 11, S. 101, Tafel 13.
Rosa longicuspis gehört zur Sektion Synstylae in der Untergattung Rosa innerhalb der Gattung Rosa.
Es wurden zwei Varietäten von Rosa longicuspis Bertol. beschrieben:
- Rosa longicuspis Bertol. var. longicuspis (Syn.: Rosa charbonneaui H.Lév., Rosa lucens Rolfe, Rosa moschata var. yunnanensis Crép., Rosa willmottiana H.Lév., Rosa yunnanensis (Crép.) Boulenger): Natürliche Vorkommen finden sich im östlichen Himalaya: im nordöstlichen Indien in der Region Assam[3] sowie in den südwestlichen chinesischen Provinzen Guizhou, Sichuan sowie Yunnan. Sie gedeiht in China in Höhenlagen von 1000 bis 2000 Metern in immergrünen Mischwäldern, Dickichten, Gebüschen und an trockenen offenen Standorten.[1]
- Rosa longicuspis var. sinowilsonii (Hemsley) T.T.Yü & T.C.Ku (Syn.: Rosa sinowilsonii Hemsley): Sie kommt in Guizhou, Sichuan sowie Yunnan vor.[1]

Einer der Bearbeiter der Rosaceae in der Flora of China, Kenneth R. Robertson, bevorzugt bei dieser Art keine Varietäten zu unterscheiden. Es wären dann alles Synonyme dieser Art.

## Kulturbedingungen
Die Wildrose Rosa longicuspis ist eine robuste, sehr starkwüchsige Kletterrose. Sie ist frosthart bis −23 °C und gedeiht in den USDA-Klimazonen 6a bis 10b. Boden-pH-Wert sollte bei 6–8 liegen. Es werden sonnige, trockene Standorte vertragen. Sie ist (überreich) einmalblühend.
Eine vegetative Vermehrung über Stecklinge aus nichtverholzten Sprossachsen ist zwar möglich, weitaus gängiger ist aber die Aussaat. Gesät wird im Herbst ins Freiland direkt an Ort und Stelle oder ab Januar in Frühbeet oder Kalthaus. Bei der Aussaat unter Glas muss das Saatgut vorher stratifiziert werden.
Rosa longicuspis wird gelegentlich mit Rosa mulliganii Boulenger verwechselt und wird unter dieser Bezeichnung zum Teil auch im Handel angeboten.

## Weiterführende Literatur
- Qin Qiuxian, Xue Tangkai, Gang Wangqi, Ying Jianhong, Fa Lishu, Hua Shaozhu, Hao Zhang: Genetic Diversity Analysis of populations of Rosa longicuspis In: Journal of Plant Genetic Resources, Volume 14, Number 1, 15. Januar 2013, S. 86–91. (nur Abstract auf Englisch, der Hauptteil ist in chinesischer Sprache und Schrift)